# 1984년 K리그
1984년 축구대제전 수퍼리그는 1983년에 출범한 한국 프로축구가 맞이하는 2번째 시즌으로, 공식 리그명이 '수퍼리그'에서 '축구대제전 수퍼리그'로 바뀌었다. 축구대제전 수퍼리그는 원년 대회의 축구 흥행을 이어가고, 1986년 FIFA 월드컵에 대비해 우수한 선수들을 발굴한다는 목표로 3월 31일에 동대문운동장에서 개막하였다. 서울, 부산, 광주, 대전, 청주, 원주, 울산, 강릉, 전주, 대구, 안동, 마산 및 인천까지 총 13개 도시에서 56일간 112경기가 열렸으며, 주말에 두 경기를 치르면서 선수들의 피로가 극심했던 원년 대회의 문제점을 개선하였다.
리그 구성원에 몇 가지 변화가 생겼다. 우선, 원년 대회 당시 실업구단이었던 대우 로얄즈와 포항제철 돌핀스가 프로화를 마쳤다. 또한, 신생 프로구단인 럭키금성 황소와 현대 호랑이가 축구대제전 수퍼리그에 가입하였다. 이 외에도 한일은행 축구단이 전년도 실업축구리그 우승팀 자격으로 합류하였다.
리그 방식에도 변화가 생겼다. 원년 대회에서 시행한 단일 리그 제도를 폐지하고 양대 리그 제도의 일종인 전･후기 리그 제도를 새롭게 도입하였다. 또한 많은 득점을 유도하기 위해 원년 대회와는 달리 승리 시 3점, 득점 무승부 시 2점, 무득점 무승부 시 1점을 부과하는 방식의 승점제를 도입하였다.

## 시즌 개요

### 운영 방식
- 전･후기 리그 제도: 총 8개 팀이 참가하여 3월 31일부터 7월 22일까지 각 팀이 다른 팀과 모두 두 번씩 경기를 치르는 '전기 리그'를, 7월 28일부터 11월 4일까지 마찬가지로 각 팀이 다른 팀과 모두 두 번씩 경기를 치르는 '후기 리그'를 진행한다. 이에 따라 1984년 대회에서는 총 112경기가 진행되며, 각 팀은 28경기를 치른다. 전기 리그의 성적은 후기 리그의 성적에 영향을 미치지 않으며, 각 리그에서는 독립적으로 우승 팀을 결정한다. 전･후기 리그의 우승 팀들에게는 정규 시즌이 종료한 후에 진행되는 챔피언 결정전에 진출할 자격이 주어진다. 단, 동일한 팀이 전･후기 리그에서 모두 우승하는 경우 별도의 챔피언 결정전은 열리지 않는다.
- 승점 제도: 승리 시에는 승점 3점을, 득점이 있는 무승부 시에는 승점 2점을, 득점이 없는 무승부 시에는 승점 1점을, 패배 시에는 승점 0점을 부여한다.
- 용어 사용: 오늘날 사용되는 '라운드', '회전' 등의 용어는 사용하지 않았으며, 순회 중인 도시 이름에 '시리즈'라는 용어를 붙여서 사용하였다. 전년 대회에서는 '전･후기 리그'를 단지 리그 일정 상의 전반기와 후반기를 의미하기 위해 사용하였다. 그러나 1984시즌 대회에서는 전･후기 리그 제도가 도입되면서 '전･후기 리그'는 정규 시즌 동안 독립적으로 진행되는 양대 리그를 각각 의미한다.
- 외국인 선수: 1983시즌과 마찬가지로 외국인 선수 규정은 2명 보유, 2명 출전으로 유지되었다.

### 참가 구단
참가 구단에 몇 가지 변화가 생겼다. 우선, 원년 대회 당시 실업구단이었던 대우 로얄즈와 포항제철 돌핀스가 프로화를 마쳤다. 또한, 신생 프로구단인 럭키금성 황소와 현대 호랑이가 축구대제전 수퍼리그에 가입하였다. 이 외에도 한일은행 축구단이 전년도 실업축구리그 우승팀 자격으로 합류하였다.
| 팀              | 연고지              | 데뷔 시즌 | 참가 횟수 | 전년 순위 |
| --------------- | ------------------- | --------- | --------- | --------- |
| 국민은행 까치   | 전라남도･전라북도   | 1983년    | 2         | 5위       |
| 대우 로얄즈     | 경상남도･부산직할시 | 1983년    | 2         | 2위       |
| 럭키금성 황소   | 충청남도･충청북도   | 1984년    | 1         | –         |
| 유공 코끼리     | 서울특별시          | 1983년    | 2         | 3위       |
| 포항제철 돌핀스 | 경상북도･대구직할시 | 1983년    | 2         | 4위       |
| 한일은행 축구단 | –                   | 1984년    | 1         | –         |
| 할렐루야 독수리 | 강원도              | 1983년    | 2         | 1위       |
| 현대 호랑이     | 경기도･인천직할시   | 1984년    | 1         | –         |

### 외국인 선수
- 볼드체가 되어 있는 선수는 시즌 중 입단한 선수이다.

| 클럽            | 선수 1     | 선수 2 | 선수 3 | 시즌 중 퇴단 선수 |
| --------------- | ---------- | ------ | ------ | ----------------- |
| 할렐루야 독수리 |            |        |        |                   |
| 유공 코끼리     |            |        |        |                   |
| 포항제철 돌핀스 | 제제       | 월신요 | 루이스 | 세자르            |
| 대우 로얄즈     |            |        |        |                   |
| 국민은행 까치   |            |        |        |                   |
| 럭키금성 황소   | 피아퐁     |        |        |                   |
| 현대 호랑이     | 렌스베르겐 |        |        | 알핫산            |
| 한일은행 축구단 |            |        |        |                   |

## 시즌 순위

### 전기리그 순위
| 순위 | 팀              | 경기수 | 승 | 무1 | 무2 | 패 | 득 | 실 | 차  | 승점 | 참가 자격 및 강등 |
| ---- | --------------- | ------ | -- | --- | --- | -- | -- | -- | --- | ---- | ----------------- |
| 1    | 유공 코끼리 (Q) | 14     | 9  | 2   | 0   | 3  | 21 | 9  | +12 | 31   | 챔피언 결정전     |
| 2    | 대우 로얄즈     | 14     | 9  | 1   | 1   | 3  | 24 | 15 | +9  | 30   |                   |
| 3    | 현대 호랑이     | 14     | 6  | 4   | 2   | 2  | 21 | 9  | +12 | 28   |                   |
| 4    | 할렐루야 독수리 | 14     | 5  | 3   | 1   | 5  | 16 | 18 | -2  | 22   |                   |
| 5    | 럭키금성 황소   | 14     | 5  | 1   | 2   | 6  | 20 | 22 | -2  | 19   |                   |
| 6    | 포항제철 돌핀스 | 14     | 3  | 5   | 0   | 6  | 13 | 17 | -4  | 19   |                   |
| 7    | 한일은행 축구단 | 14     | 3  | 4   | 0   | 7  | 14 | 26 | -12 | 17   |                   |
| 8    | 국민은행 까치   | 14     | 1  | 2   | 2   | 9  | 12 | 25 | -13 | 9    |                   |

* 승점제도: 정규시간 승리 3점, 득점 무승부 2점, 무득점 무승부 1점.

* 1984년 3월 31일부터 동년 7월 22일까지 치른 모든 경기를 대상으로 함.

* 출처 : 한국프로축구연맹

* (C) = 우승; (R) = 강등; (P) = 승격; (O) = 플레이오프 승리; (A) = 다음 라운드 진출

* (Q) = 대항전 진출 자격이 됨; (TQ) = 대항전 진출 자격이 됐으나 진출할 라운드가 정해지지 않음; (RQ) = 강등 결정전 진출 자격이 됨; (DQ) = 대항전 진출 자격을 잃음.

### 후기리그 순위
| 순위 | 팀              | 경기수 | 승 | 무1 | 무2 | 패 | 득 | 실 | 차  | 승점 | 참가 자격 및 강등 |
| ---- | --------------- | ------ | -- | --- | --- | -- | -- | -- | --- | ---- | ----------------- |
| 1    | 대우 로얄즈 (Q) | 14     | 8  | 1   | 3   | 2  | 23 | 8  | +15 | 29   | 챔피언 결정전     |
| 2    | 현대 호랑이     | 14     | 7  | 3   | 1   | 3  | 29 | 20 | +9  | 28   |                   |
| 3    | 포항제철 돌핀스 | 14     | 7  | 2   | 0   | 5  | 28 | 27 | +1  | 25   |                   |
| 4    | 할렐루야 독수리 | 14     | 5  | 3   | 2   | 4  | 18 | 17 | +1  | 23   |                   |
| 5    | 유공 코끼리     | 14     | 4  | 3   | 4   | 3  | 17 | 13 | +4  | 22   |                   |
| 6    | 한일은행 축구단 | 14     | 2  | 4   | 3   | 5  | 12 | 19 | -7  | 17   |                   |
| 7    | 럭키금성 황소   | 14     | 3  | 2   | 1   | 8  | 18 | 23 | -5  | 14   |                   |
| 8    | 국민은행 까치   | 14     | 2  | 4   | 0   | 8  | 15 | 33 | -18 | 14   |                   |

* 승점제도: 정규시간 승리 3점, 득점 무승부 2점, 무득점 무승부 1점.

* 1984년 7월 28일부터 동년 11월 4일까지 치른 모든 경기를 대상으로 함.

* 출처 : 한국프로축구연맹

* (C) = 우승; (R) = 강등; (P) = 승격; (O) = 플레이오프 승리; (A) = 다음 라운드 진출

* (Q) = 대항전 진출 자격이 됨; (TQ) = 대항전 진출 자격이 됐으나 진출할 라운드가 정해지지 않음; (RQ) = 강등 결정전 진출 자격이 됨; (DQ) = 대항전 진출 자격을 잃음.

### 전후기통합 순위
| 순위 | 팀              | 경기수 | 승 | 무1 | 무2 | 패 | 득 | 실 | 차  | 승점 | 참가 자격 및 강등            |
| ---- | --------------- | ------ | -- | --- | --- | -- | -- | -- | --- | ---- | ---------------------------- |
| 1    | 대우 로얄즈 (C) | 28     | 17 | 2   | 4   | 5  | 47 | 23 | +24 | 59   | 아시안 클럽 챔피언십 1985-86 |
| 2    | 유공 코끼리     | 28     | 13 | 5   | 4   | 6  | 38 | 22 | +16 | 53   |                              |
| 3    | 현대 호랑이     | 28     | 13 | 7   | 3   | 5  | 50 | 29 | +21 | 56   |                              |
| 4    | 할렐루야 독수리 | 28     | 10 | 6   | 3   | 9  | 34 | 35 | -1  | 45   |                              |
| 5    | 포항제철 돌핀스 | 28     | 10 | 7   | 0   | 11 | 41 | 44 | -3  | 44   |                              |
| 6    | 한일은행 축구단 | 28     | 5  | 9   | 2   | 12 | 26 | 45 | -19 | 34   |                              |
| 7    | 럭키금성 황소   | 28     | 8  | 3   | 3   | 14 | 38 | 45 | -7  | 33   |                              |
| 8    | 국민은행 까치   | 28     | 3  | 6   | 2   | 17 | 27 | 58 | -31 | 23   |                              |

* 승점제도: 정규시간 승리 3점, 득점 무승부 2점, 무득점 무승부 1점.

* 마지막 업데이트 : 1984년 12월 31일

* 출처 : 한국프로축구연맹

* (C) = 우승; (R) = 강등; (P) = 승격; (O) = 플레이오프 승리; (A) = 다음 라운드 진출

* (Q) = 대항전 진출 자격이 됨; (TQ) = 대항전 진출 자격이 됐으나 진출할 라운드가 정해지지 않음; (RQ) = 강등 결정전 진출 자격이 됨; (DQ) = 대항전 진출 자격을 잃음.

## 경기 결과

### 정규시즌

#### 전기리그
| 원정홈          | 국민은행      | 대우          | 럭키금성      | 유공          | 포항제철      | 한일은행      | 할렐루야      | 현대          |
| 국민은행 까치   |               | 2 – 3 (강릉)  | 1 – 2 (부산Ⅲ) | 0 – 1 (울산)  | 1 – 0 (대전)  | 2 – 2 (광주)  | 1 – 4 (서울Ⅱ) | 0 – 3 (부산Ⅳ) |
| 대우 로얄즈     | 2 – 1 (부산Ⅰ) |               | 4 – 1 (부산Ⅳ) | 1 – 0 (광주)  | 1 – 0 (서울Ⅱ) | 1 – 0 (울산)  | 1 – 1 (부산Ⅱ) | 1 – 0 (부산Ⅲ) |
| 럭키금성 황소   | 0 – 0 (청주)  | 5 – 4 (원주)  |               | 1 – 0 (서울Ⅱ) | 2 – 2 (광주)  | 1 – 3 (대전)  | 1 – 0 (서울Ⅰ) | 0 – 0 (강릉)  |
| 유공 코끼리     | 2 – 0 (서울Ⅰ) | 2 – 1 (전주)  | 1 – 0 (서울Ⅲ) |               | 2 – 0 (원주)  | 5 – 0 (강릉)  | 0 – 3 (청주)  | 2 – 1 (대전)  |
| 포항제철 돌핀스 | 2 – 2 (부산Ⅱ) | 1 – 2 (서울Ⅲ) | 2 – 0 (전주)  | 1 – 1 (부산Ⅳ) |               | 1 – 0 (부산Ⅲ) | 0 – 1 (부산Ⅰ) | 0 – 2 (울산)  |
| 한일은행 축구단 | 3 – 2 (전주)  | 0 – 2 (서울Ⅰ) | 1 – 5 (부산Ⅱ) | 0 – 1 (부산Ⅰ) | 1 – 1 (청주)  |               | 1 – 1 (부산Ⅳ) | 1 – 1 (서울Ⅱ) |
| 할렐루야 독수리 | 0 – 0 (서울Ⅲ) | 2 – 1 (대전)  | 1 – 0 (울산)  | 0 – 3 (부산Ⅲ) | 1 – 2 (강릉)  | 1 – 2 (원주)  |               | 1 – 1 (광주)  |
| 현대 호랑이     | 1 – 0 (원주)  | 0 – 0 (청주)  | 3 – 2 (부산Ⅰ) | 1 – 1 (부산Ⅱ) | 1 – 1 (서울Ⅰ) | 2 – 0 (서울Ⅲ) | 5 – 0 (전주)  |               |

* 1984년 3월 31일부터 동년 7월 22일까지 치른 모든 경기를 대상으로 함.

* 출처 : 한국프로축구연맹

* 색상 : 홈 팀을 기준으로 ■ = 승리; ■ = 무승부; ■ = 패배

#### 후기리그
| 원정홈          | 국민은행      | 대우          | 럭키금성     | 유공         | 포항제철      | 한일은행      | 할렐루야      | 현대          |
| 국민은행 까치   |               | 0 – 4 (서울Ⅱ) | 1 – 1 (인천) | 1 – 1 (대구) | 3 – 2 (광주)  | 1 – 1 (마산)  | 2 – 3 (부산)  | 3 – 4 (서울Ⅴ) |
| 대우 로얄즈     | 1 – 1 (안동)  |               | 2 – 0 (울산) | 0 – 0 (마산) | 1 – 2 (부산)  | 3 – 1 (대구)  | 3 – 0 (광주)  | 0 – 1 (강릉)  |
| 럭키금성 황소   | 3 – 0 (강릉)  | 0 – 1 (서울Ⅴ) |              | 1 – 2 (청주) | 2 – 4 (서울Ⅲ) | 3 – 1 (서울Ⅳ) | 1 – 3 (서울Ⅰ) | 4 – 2 (서울Ⅱ) |
| 유공 코끼리     | 3 – 0 (서울Ⅰ) | 0 – 0 (서울Ⅲ) | 0 – 0 (부산) |              | 1 – 2 (서울Ⅴ) | 0 – 0 (서울Ⅱ) | 2 – 2 (인천)  | 1 – 3 (서울Ⅳ) |
| 포항제철 돌핀스 | 2 – 1 (서울Ⅳ) | 2 – 4 (청주)  | 1 – 1 (마산) | 1 – 4 (울산) |               | 2 – 0 (강릉)  | 3 – 1 (안동)  | 3 – 4 (대구)  |
| 한일은행 축구단 | 0 – 2 (서울Ⅲ) | 1 – 3 (서울Ⅰ) | 2 – 1 (광주) | 1 – 1 (안동) | 3 – 1 (인천)  |               | 0 – 0 (서울Ⅴ) | 1 – 1 (청주)  |
| 할렐루야 독수리 | 2 – 0 (청주)  | 0 – 1 (서울Ⅳ) | 2 – 1 (대구) | 0 – 1 (강릉) | 1 – 1 (서울Ⅱ) | 0 – 0 (울산)  |               | 1 – 1 (마산)  |
| 현대 호랑이     | 6 – 0 (울산)  | 0 – 0 (인천)  | 2 – 0 (안동) | 2 – 1 (광주) | 1 – 2 (서울Ⅰ) | 1 – 1 (부산)  | 1 – 3 (서울Ⅲ) |               |

* 1984년 7월 28일부터 동년 11월 4일까지 치른 모든 경기를 대상으로 함.

* 출처 : 한국프로축구연맹

* 색상 : 홈 팀을 기준으로 ■ = 승리; ■ = 무승부; ■ = 패배

### 포스트시즌

#### 챔피언 결정전
'1984년 축구대제전 수퍼리그 챔피언 결정전'에서는 전기 리그 1위와 후기 리그 1위가 맞붙는다. 경기는 1･2차전으로 치러지며, 모두 서울 동대문운동장에서 진행한다. 챔피언 결정전의 승자는 리그 우승 팀에 등극하며 아시안 클럽 챔피언십 1985-86 예선 라운드 출전권이 주어진다. 챔피언 결정전의 패자는 리그 준우승 팀이 된다.
| 챔피언 결정전 1차전 11월 10일 | 유공 코끼리 | 0 – 1 | 대우 로얄즈 | 서울특별시           |  |  |
|                               |             |       | 박창선 42′  | 경기장: 동대문운동장 |  |  |
|                               |             |       |             |                      |  |  |

| 챔피언 결정전 2차전 11월 11일 | 대우 로얄즈 | 1 – 1 | 유공 코끼리 | 서울특별시           |  |  |
|                               | 정해원 63′  |       | 이상용 87′  | 경기장: 동대문운동장 |  |  |
|                               |             |       |             |                      |  |  |

## 우승 구단
| 축구대제전 수퍼리그 우승         |
| -------------------------------- |
| 대우 로얄즈                      |
| 1984년 축구대제전 수퍼리그       |
| 제2대 대한민국 챔피언 (1회 우승) |
| 1984년                           |

## 시즌 통계

### 개인 기록

#### 득점
득점 순위 상위 10인은 다음과 같으며, 현대 호랑이의 백종철이 16득점을 기록하여 득점상을 수상했다.
| 순위 | 선수       | 소속            | 득점 | 경기 |
| ---- | ---------- | --------------- | ---- | ---- |
| 1    | 백종철     | 현대 호랑이     | 16   | 28   |
| 2    | 최순호     | 포항제철 돌핀스 | 14   | 24   |
| 3    | 김용세     | 유공 코끼리     | 14   | 28   |
| 4    | 이태호     | 대우 로얄즈     | 11   | 20   |
| 5    | 오석재     | 할렐루야 독수리 | 9    | 22   |
| 6    | 렌스베르겐 | 현대 호랑이     | 9    | 27   |
| 7    | 조영증     | 럭키금성 황소   | 9    | 28   |
| 8    | 이용수     | 럭키금성 황소   | 8    | 25   |
| 9    | 최덕주     | 한일은행 축구단 | 7    | 19   |
| 10   | 김경호     | 포항제철 돌핀스 | 7    | 26   |

* '득점 수'가 동률인 경우에는 '경기당 득점'을, '경기당 득점'이 동률인 경우에는 '시간당 득점'을 기준으로 득점 순위가 산정되었다.

#### 도움
도움 순위 상위 10인은 다음과 같으며, 현대 호랑이의 렌스베르겐이 9도움을 기록하여 도움상을 수상했다.
| 순위 | 선수       | 소속            | 도움 | 경기 |
| ---- | ---------- | --------------- | ---- | ---- |
| 1    | 렌스베르겐 | 현대 호랑이     | 9    | 27   |
| 2    | 왕선재     | 한일은행 축구단 | 8    | 27   |
| 3    | 신상근     | 포항제철 돌핀스 | 7    | 21   |
| 4    | 이길용     | 포항제철 돌핀스 | 7    | 22   |
| 5    | 박창선     | 대우 로얄즈     | 7    | 28   |
| 6    | 오영섭     | 국민은행 까치   | 6    | 17   |
| 7    | 최순호     | 포항제철 돌핀스 | 6    | 24   |
| 8    | 강득수     | 럭키금성 황소   | 6    | 27   |
| 9    | 노인호     | 현대 호랑이     | 5    | 14   |
| 10   | 박윤기     | 유공 코끼리     | 5    | 27   |

* '도움 수'가 동률인 경우에는 '경기당 도움'을, '경기당 도움'이 동률인 경우에는 '시간당 도움'을 기준으로 도움 순위가 산정되었다.

## 수상

### 최우수선수상
| 제2대 MVP | 선수   | 소속        | 비고                                                                           |
| --------- | ------ | ----------- | ------------------------------------------------------------------------------ |
| 제2대 MVP | 박창선 | 대우 로얄즈 | - 제2대 축구대제전 수퍼리그 챔피언 - 1984시즌 축구대제전 수퍼리그 베스트 11 mf |

### 득점상
| 제2대 득점왕 | 선수   | 소속        | 비고                                                                            |
| ------------ | ------ | ----------- | ------------------------------------------------------------------------------- |
| 제2대 득점왕 | 백종철 | 현대 호랑이 | - 28경기 16득점 (경기당 득점: 0.57) - 1984시즌 축구대제전 수퍼리그 베스트 11 fw |

### 도움상
| 제2대 도움왕 | 선수       | 소속        | 비고                               |
| ------------ | ---------- | ----------- | ---------------------------------- |
| 제2대 도움왕 | 렌스베르겐 | 현대 호랑이 | - 27경기 9도움 (경기당 도움: 0.33) |

### 우수골키퍼상
오연교 (유공 코끼리)

### 감투상
정용환 (대우 로얄즈)

### 모범상
조영증 (럭키금성 황소)

### 인기선수상
허정무 (현대 호랑이)

### 최우수심판상
나윤식

### 월별 골든볼
| 월   | 선수   | 소속            |
| ---- | ------ | --------------- |
| 4월  | 유태목 | 대우 로얄즈     |
| 5월  | 이용수 | 럭키금성 황소   |
| 6월  | 황석근 | 한일은행 축구단 |
| 7월  | 홍석민 | 포항제철 돌핀스 |
| 8월  | 최순호 | 포항제철 돌핀스 |
| 9월  | 피아퐁 | 럭키금성 황소   |
| 10월 | 이태호 | 대우 로얄즈     |

## 같이 보기
- 1984년 K리그 챔피언결정전